# كتاب ملاحظات
كتاب الملاحظات (بالإنجليزية: Booknotes)‏ هو مسلسل تلفزيوني أمريكي على شبكة سي-سبان يستضيفه برايان لامب، التي بثت أصلا من 1989إلى 2004، شكل العرض هو مقابلة مدتها ساعة واحدة مع مؤلف غير روائي، تم بث البرنامج في الساعة 8 مساءً التوقيت الشرقي كل ليلة الأحد، وكان البرنامج مقابلة أطول مؤلف يعمل في تاريخ البث الأمريكي.

## الخلفية والإنتاج

### التاريخ
تم عرض كتاب الملاحظات في 2 أبريل 1989، وكان الضيف الأول مستشار الأمن القومي السابق للولايات المتحدة زبيغنيو بريجنسكي، حيث ناقش الفشل الكبير: ميلاد وموت الشيوعية في القرن العشرين، تم الاحتفال بالذكرى الخامسة في 10 أبريل 1994 مع عرض خاص لمدة ساعتين يضم أكثر من 50 من بين 300 مؤلف سبق ظهورهم في البرنامج، للاحتفال بالذكرى السنوية العاشرة للكتاب في عام 1999، قام برايان لامب بتجميع وتحرير مجموعة مختصرة من القصص عن 78 شخصًا أثروا في التاريخ الأمريكي من القرن الثامن عشر حتى عام 1999، بعنوان كتاب الملاحظات: قصص الحياة، كل قصة ساهمت بكتابتها سيرة معروفة.
بعد 801 مقابلة، بث البث النهائي في 5 ديسمبر 2004، كان ضيف لامب مارك إدموندسون، مؤلف كتاب «لماذا تقرأ؟»، أستاذ اللغة الإنجليزية بجامعة فرجينيا ومحرر مشارك في مجلة هاربر، كان الهدف من العرض هو إنهاء الحلقة 800، ولكن نظرًا لوجود خطأ في الحساب، كان البرنامج النهائي هو في الواقع 801. لا يزال يتم إعادة بث مقاطع الكتب على شبكة سي-سبان المصاحبة لشبكة سي-سبان2، خلال البث التليفزيوني للكتب يوم السبت، بينما سي-سبان 3 تبث الأجزاء المكررة كل أسبوع في الساعة 11 مساءً، بتوقيت المحيط الهادئ، جميع النصوص 801 متاحة على الإنترنت، ويمكن الاطلاع على العروض 801 عبر الإنترنت من خلال موقع كتاب الملاحظات، توجد نسخ لامب الخاصة من كتب كتاب المالحظات، التي تحتوي معظمها على هامشه الشخصية، في مجموعة الكتب النادرة بجامعة جورج ميسون.

### التطور
نشأ مفهوم كتاب الملاحظات من مقابلة خاصة لمرة واحدة مع نيل شيهان، مؤلف كتاب الكذب الساطع المشرق، في سبتمبر 1988، وفقًا للامب، أدت استجابة المشاهد القوية للبرنامج إلى قرار البدء في إنتاج برنامج مقابلة مؤلف أسبوعي.

### الشكل
خصصت كل حلقة من حلقات كتاب الملاحظات ساعة كاملة لمقابلة مع مؤلف كتاب غير روائي صدر مؤخرًا، لتفادي تكرار ظهور أي مؤلف واحد، ظهر كل ضيف مرة واحدة فقط في البرنامج؛ مما سمح بإجراء مقابلات مع أكثر من 800 مؤلف مختلف كل أسبوع على مدار خمسة عشر عامًا، استكشفت المقابلات التي استمرت لمدة ساعة عادات عمل المؤلفين وأفكارهم وحياتهم، مع تغطية نوايا كتابهم وكيفية تحقيقها.

### الإنتاج
كان البحث عن المقابلات بسيطًا: فقد حدد المنتجون الموضوعات، ورتبوا لها للظهور، ثم قرأ براين لامب الكتاب في الأسبوع السابق للمقابلة، أحد أسباب توقف المسلسل، وفقًا لما قاله لامب، هو القيود الزمنية المفروضة على قراءة كتاب كامل كل سبعة أيام. كانت المجموعة التي تم فيها تسجيل الكتب الورقية أساسية بالمثل، حيث كانت تحتوي على خلفية سوداء وكرسيين بذراعين وطاولة قهوة. 4

### المكافئات
في فبراير 2003، حصل لامب على الميدالية الوطنية للعلوم الإنسانية، في نوفمبر 2007، حصل لامب على وسام الحرية الرئاسي عن عمله في سي- سبان، منحت جائزة «ثيودور روزفلت وودرو ويلسون» لعام 2004، لمساهمات غير عادية في دراسة التاريخ وتعليمه وفهمه للجمهور.

## الضيوف
من بين الضيوف البارزين الذين ظهروا على كتاب الملاحظات لمناقشة كتاباتهم المنشورة هيلاري كلينتون وبات بوكانان وكولن باول وفرانك ماكورت وديفيد كروسبي، ظهر عدد من الرؤساء السابقين في البرنامج، بمن فيهم ريتشارد نيكسون في 23 فبراير 1992 وجيمي كارتر في 19 فبراير 1995 وبيل كلينتون في 15 ديسمبر 1996، بالإضافة إلى رؤساء الولايات المتحدة الذين تمت مقابلتهم مع كتاب الملاحظات، ظهرت رئيسة وزراء المملكة المتحدة السابقة مارغريت تاتشر أيضًا في البرنامج.
في حين أن غالبية موضوعات كتاب الملاحظات كانت مؤلفة كتبًا عن التاريخ أو السياسة أو السياسة العامة، فقد شملت الاستثناءات عازف الكمان إسحاق ستيرن، الذي ناقش مذكراته، «أول 79 عامًا»، حول البرنامج في 23 يناير 2000.

## الكتب
بما في ذلك كتاب المالحظات: قصص الحياة، تم استخلاص أربعة كتب من السلسلة، مع المحتوى الذي يحتوي إما على مواد أصلية أو مأخوذة مباشرة من نسخة طبق الأصل من مقابلات كتاب الملاحظات، كتاب الملاحظات: أفضل مؤلفين في أمريكا حول القراءة والكتابة وقوة الأفكار عبارة عن مجموعة من المونولوجات القصيرة المأخوذة من نصوص أفضل المقابلات التي أجراها براين لامب، الكتابان الآخران كتاب الملاحظات: حول الشخصية الأمريكية والأوراق النقدية: قصص من التاريخ الأمريكي.

## روابط خارجية
- كتاب ملاحظات على موقع IMDb (الإنجليزية)
- كتاب ملاحظات على موقع قاعدة بيانات الفيلم (الإنجليزية)